# 星之卡比 鏡之大迷宮
《星之卡比 鏡之大迷宮》是一款由HAL研究所、Dimps与卡普空的子公司Flagship工作室共同开发并由任天堂出品於Game Boy Advance的平台動作遊戲。本作以其獨特的類銀河戰士惡魔城風格而聞名，也是主系列首次支援多人合作的遊戲。
其遊戲能透過“魔鏡”來幫助主角卡比轉移至格格平行世界，並在這些世界中尋找夢境的碎片，以此開啟打敗最終BOSS——邪惡眼球的道路，其中經歷眾多冒險，不斷的和其餘三名不同顏色的卡比合作。隨著游戏時間的增加，遊戲難度亦會增加，配合Game Boy Advance的操作而在玩樂體驗上豐富多變，因此在推出之後就廣受歡迎。
本作是星之卡比系列創造者櫻井政博離開HAL研究所之前參與開發的最後一部作品（擔任特別顧問），同時也是宮本茂參與星之卡比系列開發的最後一部作品。

## 玩法

遊戲畫面

鏡子世界以9個區域組成，卡比需在第1區以外的其他8個地區打敗當地的最終頭目從而奪回鏡子碎片以修復黃金鏡子，而最終頭目戰就會在黃金鏡子內進行。當連接黃金鏡子大廳及各區域的鏡子之門全數開通後大廳會出現金色外框的鏡子之門，卡比可進入該門選擇自己想變身的能力。

### 故事情節
在噗噗噗之國的天空中有一塊鏡子，願望都會在鏡子世界中實現，但被邪惡力量侵入，並把鏡子世界搞得一團糟。魅塔騎士打算進去拯救鏡子世界，但黑暗魅塔騎士卻攻擊了卡比，令他分身成四個不同顏色的卡比。他們於是跟著黑暗魅塔騎士一起進入了鏡子世界。在鏡子世界中，真正的魅塔騎士被打敗了，並被困在大鏡子中。大鏡子被黑暗魅塔騎士分成了八塊，卡比要展開旅途，找回鏡子碎片拯救這鏡子世界。

### 關卡
| 區 | 名稱                                                           | 描述 |
| -- | -------------------------------------------------------------- | --- |
| 1  | 彩虹之路（Rainbow Route／レインボールート）                    | 連接月光大廈、白菜洞穴、芥末山脈及胡蘿蔔城堡的環迴路線，自然環境十分多樣化，但以草原和森林為主。                                                                                         |
| 2  | 月光大廈（Moonlight Mansion／ムーンライト マンション）         | 位於東方森林的幽暗大宅，似乎已經荒廢，任何時刻都被夜晚所吞沒。最終頭目為位於大廳內的泥石柱王，以不停吐出隆隆岩和黑刺球，以及於頂端召喚石頭砸下地面作為攻擊手段。                         |
| 3  | 白菜洞穴（Cabbage Cavern／キャベッジ キャバーン）              | 位於南方的天然洞窟，有部分甚至被水淹沒。最終頭目為位於最深的礦洞內的土撥鼠莫利，於不同坑洞中神出鬼沒地投擲垃圾作為攻擊手段。                                                             |
| 4  | 芥末山脈（Mustard Mountain／マスタード マウンテン）            | 位於北部的山脈地帶，分為火山及山腳兩部分，火山地帶充斥著具傷害效果的熔岩和火焰。最終頭目為位於山頂的獨眼雲，以撞擊、降雨、落雷等招式作為攻擊手段，偶而會召喚出瓦豆魯篤及噴火弗雷姆助攻。 |
| 5  | 胡蘿蔔城堡（Carrot Castle／キャロット キャッスル）             | 位於西方松樹林內一座充斥機關的華麗城堡，薄荷宮殿及其後山的入口亦於此處。最終頭目為巨型泰坦，以四隻手透過飛拳方式攻擊，除了帶電的攻擊外，只能透過房間兩邊的電柱才能造成傷害。             |
| 6  | 橄欖洋（Olive Ocean／オリーブ オーシャン）                     | 位於鏡子世界東南的廣大海域，分為島嶼及海洋兩部分。最終頭目為位於深海的加百獵，以吞食及高速撞擊作為攻擊手段，偶爾會召喚出小鐵鯊助攻。                                                     |
| 7  | 薄荷宮殿（Peppermint Palace／ペパーミントパレス）              | 位於鏡子世界西北部的冰寒地帶，分為冰山及宮殿兩部分。地面較其他地區的滑。最終頭目為位於後山秘密房間的魔術奇才，以變出不同東西以及撞擊作為攻擊手段。                                       |
| 8  | 白蘿蔔廢墟（Radish Ruins／ラディッシュルインズ）               | 位於西南的一片荒原上的巨大遺跡，分為內部及外圍荒原兩部分。最終頭目為位於荒原邊緣的神秘劍士（名稱為？？？，真實身份為闇魅塔騎士），以極快的搶攻作為攻擊手段，被擊倒後會留下鏡子碎片逃走。 |
| 9  | 糖果星座（Candy Constellation／キャンディ コンストレイション） | 位於外太空、類似空間站的區域。這裡能較常見到稀有的UFO。最終頭目為大師之手與瘋狂之手，能夠比單獨的大師之手做出更多種攻擊變化。                                                            |
| -  | 次元之鏡（Dimension Mirror／ディメンションミラー）             | 集齊所有鏡子碎片後即可進入，進入後需打敗來自黑暗世界的闇魅塔騎士。並在擊倒後取得魅塔騎士的黃金寶劍，與黑幕闇意向對決。                                                                   |

## 細節
本作是星之卡比系列主角之一帝帝帝大王唯一一次完全缺席的遊戲。

## 評價
| 汇总媒体   | 得分   |
| ---------- | ------ |
| Metacritic | 80/100 |

| 媒体           | 得分    |
| -------------- | ------- |
| 1UP.com        | B+      |
| Game Informer  | 7.75/10 |
| GameSpot       | 8.2/10  |
| GameSpy        | [ 5 ]   |
| IGN            | 8/10    |
| Nintendo Life  | 6/10    |
| 任天堂力量     | 4/5     |
| VideoGamer.com | 7/10    |
| X-Play         | [ 10 ]  |
| Fami通         | 36/40   |
| The Times      | [ 12 ]  |

## 外部連結
- 官方网站：日文